# Natriumfluorosilikat
Natriumfluorosilikat er en kemisk forbindelse med den kemiske formel Na2[SiF6].
| Kemi | Spire Denne artikel om kemi er en spire som bør udbygges. Du er velkommen til at hjælpe Wikipedia ved at udvide den. |